# 9851 Sakamoto
A 9851 Sakamoto (ideiglenes jelöléssel 1990 UG3) a Naprendszer kisbolygóövében található aszteroida. Endate Kin és Vatanabe Kazuró fedezte fel 1990. október 24-én.